# Flughafen Shizuoka

i7
i11
i13

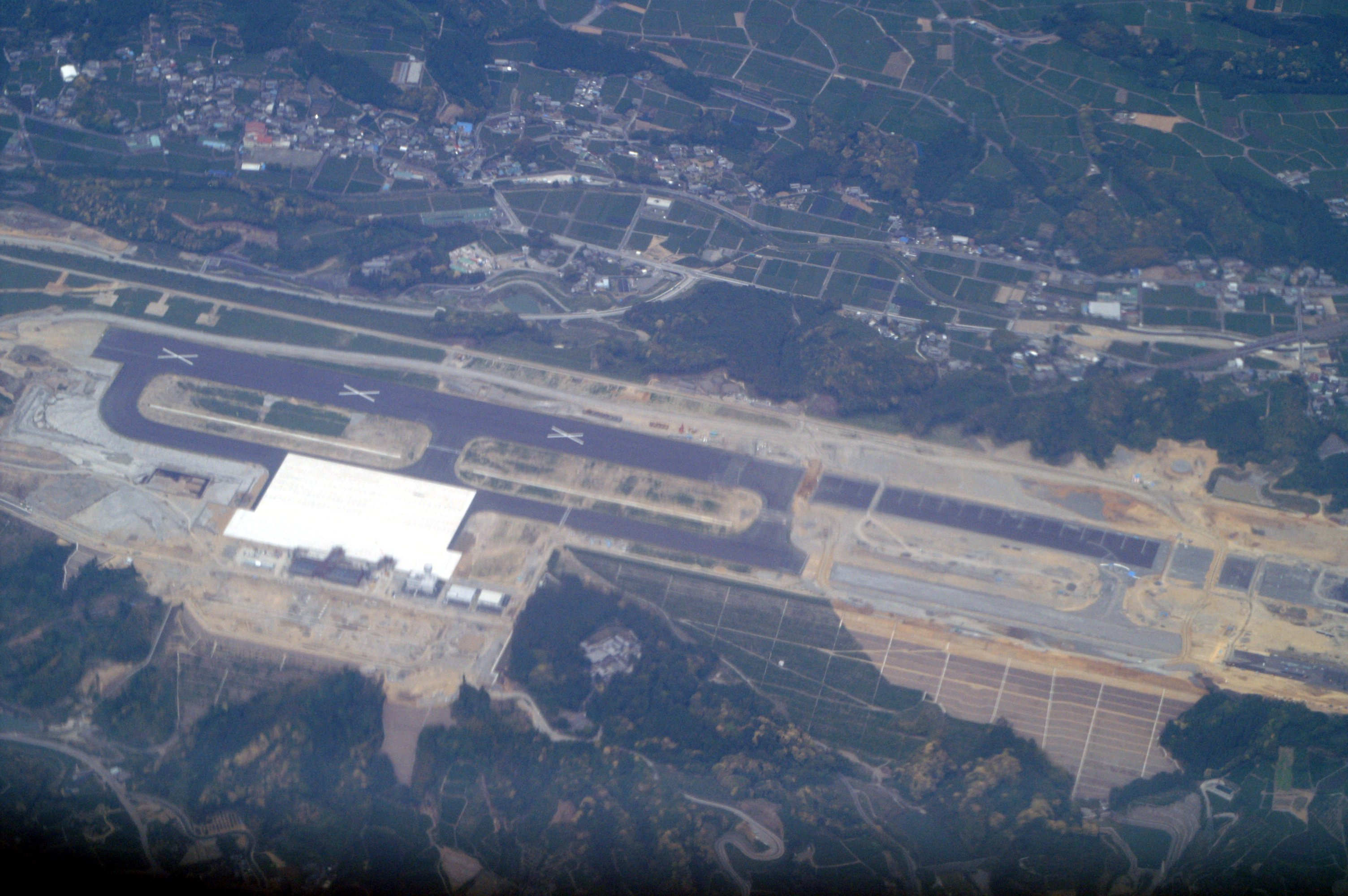
Der Flughafen aus der Vogelperspektive

Der Flughafen Shizuoka (japanisch 静岡空港 Shizuoka kūkō, englisch Mt. Fuji Shizuoka Airport, IATA-Code: FSZ, ICAO-Code: RJNS) ist ein auf den Stadtgebieten von Makinohara und Shimada in der Präfektur Shizuoka in Japan gelegener öffentlicher Flughafen. Er wurde am 4. Juli 2009 eröffnet.
Der Flughafen Shizuoka gilt nach der japanischen Gesetzgebung als Flughafen 3. Klasse.

## Lage

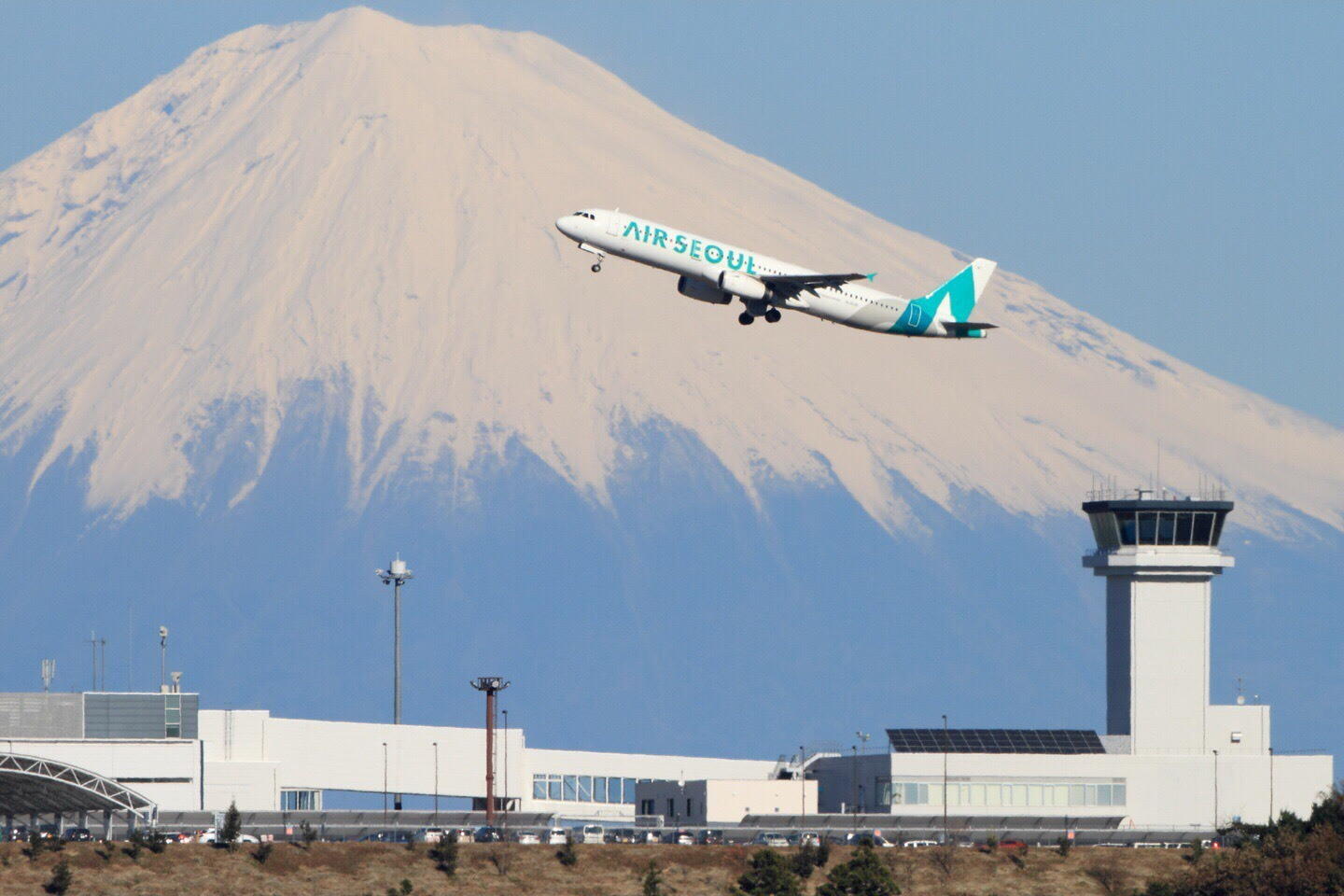
Der Flughafen befindet sich in der Nähe des Vulkanes Fujisan

Der Flughafen befindet sich in der Nähe des Vulkanes Fujisan und wurde unter anderem erbaut, damit die Touristen den Berg schneller erreichen. Außerdem dient er für Reisen der Einwohner der Präfektur Shizuoka. Die meisten vom Flughafen aus angeflogenen Ziele liegen in Japan und China. Der Bau war lange politisch umstritten und die Verschiebung der Fertigstellung führte zum Rücktritt des Gouverneurs von Shizuoka, Yoshinobu Ishikawa.

## Homecarrier

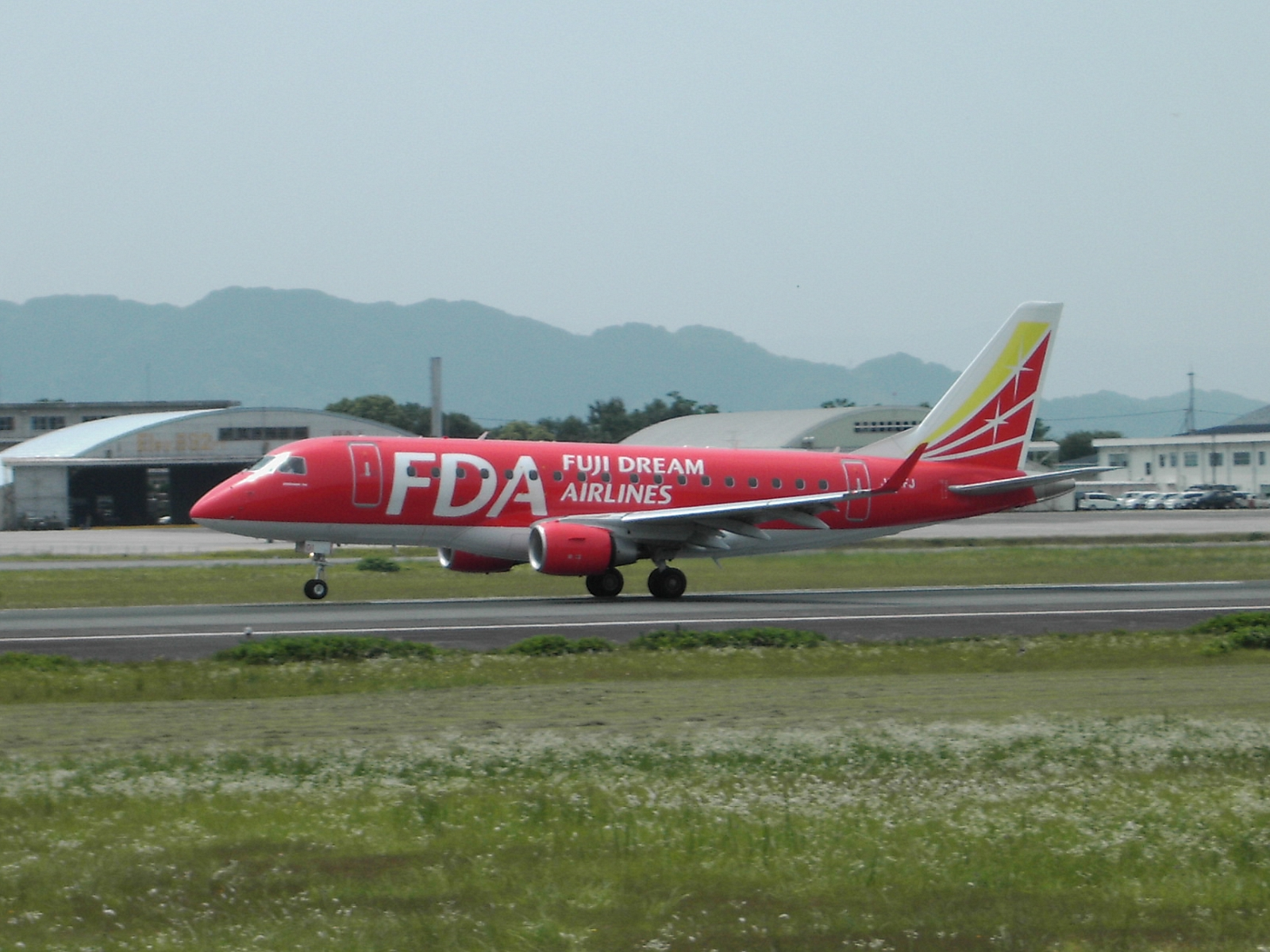
Embraer 170 des Homecarrier Fuji Dream Airlines

Der Homecarrier des neuen Flughafens ist Fuji Dream Airlines, die mit Embraer 170 Ziele in Japan anfliegen. Ihr Streckennetz soll um weitere Destinationen vergrößert werden.

## Ziele
Anfang 2014 werden folgende Ziele angeflogen: 
- Fuji Dream Airlines: Chitose (Sapporo), Fukuoka, Kagoshima.
- All Nippon Airways (ANA): Chitose, Naha
- Korean Air und Asiana Airlines: Seoul
- China Eastern: Shanghai
- China Airlines: Taipeh

## Anreise
Der Flughafen Shizuoka liegt in der Nähe des Bahnhofs Kanaya an der Tōkaidō-Hauptlinie. Die Tōkaidō-Shinkansen verläuft zwar direkt unter dem Flughafen, ist aber nicht angeschlossen. Außerdem gibt es Busverbindungen in viele, nah gelegene Orte. Der Busbahnhof liegt direkt vor dem Terminal. Über die Anschlussstellen Yoshida I.C. und Sagara-Makinohara I.C. besteht zudem PKW Anschluss an die Tōmei-Autobahn, die südlich des Flughafens verläuft.